# コロンビア・シュスワップ地域
コロンビア・シュスワップ地域（コロンビア・シュスワップちいき、英：Columbia-Shuswap Regional District）はブリティッシュコロンビア州の地方行政区の1つ。同地域の東半分はロッキー山脈などの山々と氷河が広がっている。南西部には国際的にも知られ、ハウスボート（屋形船、House boating）で人気なシュスワップ湖（Shuswap Lake）があり、H型をした湖の沿岸のほとんどは砂浜になっている。

## 主な都市
- サーモン・アーム（Salmon Arm）